# 975
975 (CMLXXV) je bilo navadno leto, ki se je po julijanskem koledarju začelo na petek.

## Dogodki
- v Kairu ustanovljena univerza Al Azhar

## Rojstva
- 25. julij - Thietmar Merseburški, nemški kronist († 1018)

Neznan datum
- Kunigunda Luksemburška, žena rimsko-nemškega cesarja Henrika II., svetinca († 1033)
- Oldřih, češki vojvoda († 1042)
- Štefan I. Ogrski, madžarski kralj († 1038)